# یواس‌اس هارنت کاونتی (ال‌اس‌تی-۸۲۱)
یواس‌اس هارنت کاونتی (ال‌اس‌تی-۸۲۱) (به انگلیسی: USS Harnett County (LST-821)) یک کشتی بود که طول آن ۳۲۸ فوت (۱۰۰ متر) بود. این کشتی در سال ۱۹۴۴ ساخته شد.